# Повельяно-Веронезе
Повельяно-Веронезе (итал. Povegliano Veronese) — коммуна в Италии, располагается в провинции Верона области Венеция.
Население составляет 6542 человека, плотность населения составляет 363 чел./км². Занимает площадь 18,69 км². Почтовый индекс — 37064. Телефонный код — 045.
Покровителем коммуны почитается святитель Мартин Турский. Праздник ежегодно празднуется 11 ноября.

## Города-побратимы
- Оккенхайм, Германия